# 学艺研究社
学艺研究社，是中华民国时期的一个学术政治团体。

## 概述
抗日战争爆发后，周佛海即在汉口组织“艺文研究会”。1938年底，周佛海跟随汪精卫变节。1939年，他在上海成立了“学艺研究会”，委任罗君强为总干事，招募人员，并给与每月相当的生活津贴。1940年3月，汪精卫政权在南京成立时，周佛海将其成员大都安插到其政权各个部门。